# Tiếng Phủ Tiên
Tiếng Phủ Tiên (tiếng Hoa giản thể: 莆仙语, phồn thể: 莆仙語, Hưng Hóa Bình thoại tự: Pô-sing-gṳ̂) hay tiếng Hưng Hóa và tiếng Mân Phủ Tiên, là một tập hợp các phương ngữ có thể hiểu lẫn nhau được của tiếng Mân được nói tại thành phố Phủ Điền, tỉnh Phúc Kiến.